# Julia Mamaea
Julia Avita Mamæa (francisé en Julie Mamée, née v. 180, morte le 19 mars 235), est la sœur cadette de Julia Soæmias, fille de Julia Mæsa et nièce de Julia Domna, l'épouse de Septime Sévère. Elle est la mère de l'empereur Sévère Alexandre.

## Biographie

### Origines et famille
Son père Gaius Julius Avitus Alexianus est un sénateur romain de rang équestre, d'origine syrienne. Sa mère Julia Mæsa est la fille d'un grand-prêtre d'Émèse et possède une grande fortune. Lorsque sa tante, Julia Domna devient impératrice en 193, sa mère et sa sœur la suivent à Rome. En 217, à la mort de son cousin l'empereur Caracalla, rapidement suivie de celle de sa tante Julia Domna, sa mère Julia Mæsa et sa sœur retournent à Emèse où le fils de Julia Soæmias, est fait grand-prêtre du dieu Élagabal.

### Vie familiale
Au début du IIIe siècle, Julia Mamæa épouse un ancien consul dont on ignore le nom et qui meurt rapidement. En secondes noces, elle épouse le promagistrat Marcus Julius Gessius Marcianus, un chevalier syrien, et vit à Arca (Tell Arqa, Liban). Elle met au monde une fille anonyme et un fils Marcus Julius Gessius Bassianus Alexianus.

### La vie à la cour de Rome
Après 218, quand son neveu Bassianus (l'empereur Héliogabale) est proclamé Auguste et part régner à Rome avec sa mère Julia Soæmias et sa grand-mère Julia Mæsa, elle s'installe aussi à Rome avec Alexianus. Contrairement à sa sœur, Julia Mamæa a la réputation d'être une femme vertueuse, qui n'est jamais impliquée dans des scandales. Elle est très attentive à l'éducation de son fils qu'elle prépare à devenir empereur de Rome. Alexianus porte une écoute attentive aux conseils de sa mère.

### L'accession au trône de Sévère Alexandre
Assez vite, Héliogabale se rend odieux à une bonne partie de la noblesse sénatoriale et de la garde prétorienne. Sa grand-mère tente de le raisonner mais sa mère soutient son comportement. En 221, après son mariage avec une vestale, pour prévenir une révolte, Julia Maesa persuada Héliogabale d'adopter comme César (associé et successeur désigné) son jeune cousin de 14 ans, Alexianus, renommé Severus Alexander (l'empereur Sévère Alexandre).
En 222, Héliogabale revient sur cette adoption et cherche à éliminer son « fils » (en fait son cousin). Une mutinerie des prétoriens éclate en faveur de Sévère Alexandre. Héliogabale et sa mère Julia Soæmias sont assassinés. Julia Mæsa, qui protège alors Julia Mamæa et Sévère Alexandre, fait proclamer Auguste son autre petit-fils, prétendant qu'il était lui aussi le fils de Caracalla qui avait eu aussi une liaison avec sa cousine Julia Mamæa (stratagème déjà utilisé pour justifier l'arrivée sur le trône d'Héliogabale). Julia Mamæa devient Augusta. Julia Mæsa reste la dirigeante de fait de l'Empire pendant la première partie du règne de Sévère Alexandre, régente avec sa fille car l'empereur n'a que 14 ans.

### Une impératrice toute puissante
Vers 224, à la mort de sa mère Julia Mæsa, le pouvoir revient au couple mère-fils formé par Julia Mamæa et Sévère Alexandre. Julia Mamæa, prend la succession de sa propre mère qu'elle fait déïfier.

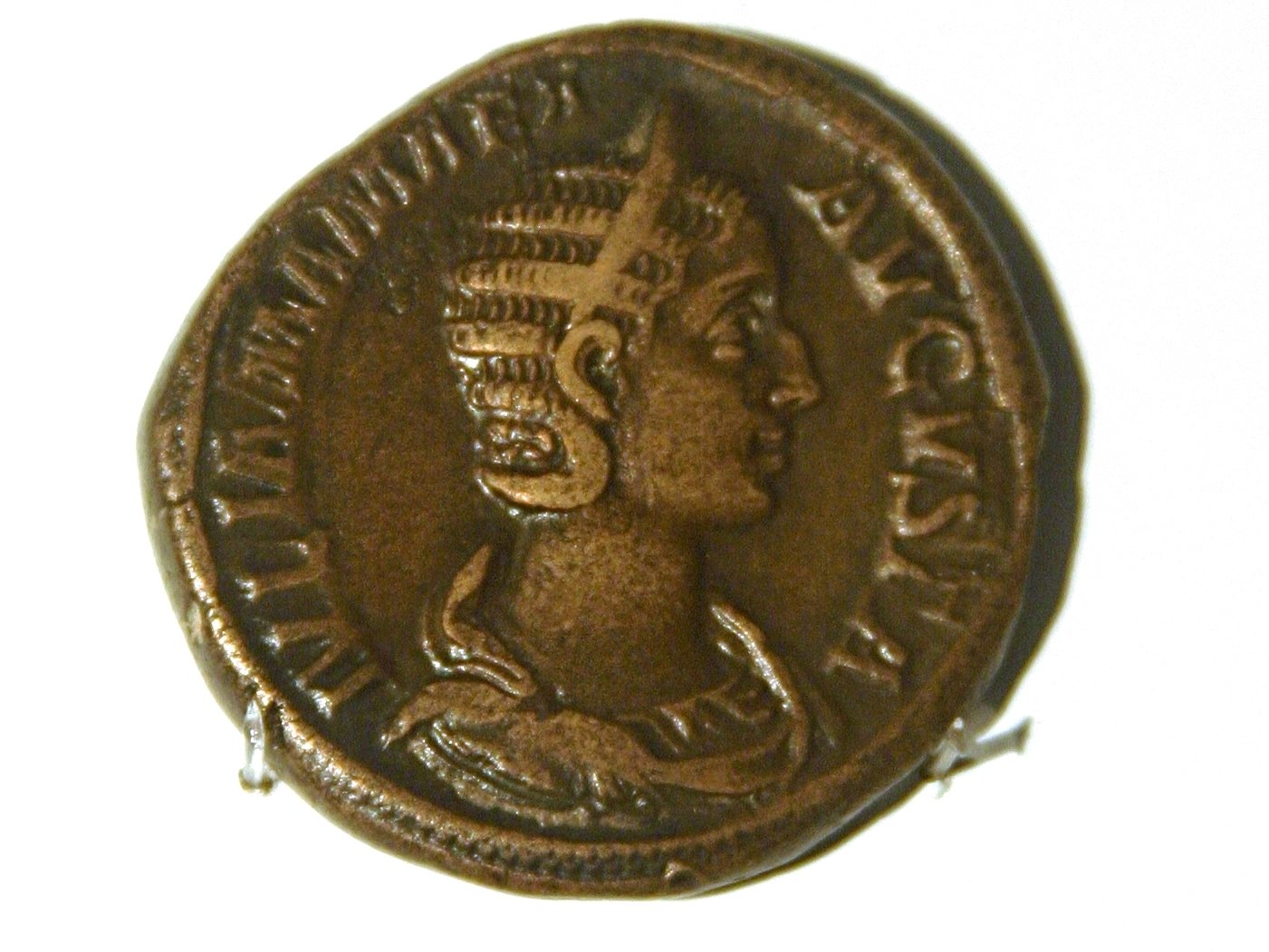
Sesterce à l'effigie de Julia Mamæa.

Elle annule les lois scandaleuses mises en place par Héliogabale, choisit seize sénateurs comme conseillers ainsi que le célèbre avocat Ulpien, d'origine syrienne lui aussi. Sévère Alexandre confirme le respect qu'il éprouve pour sa mère en la nommant consors imperii (impératrice consort). Avec ce titre, elle peut accompagner son fils lors de ses campagnes militaires, tradition débutée par sa tante, Julia Domna.
Sur les conseils de sa mère, Sévère Alexandre épouse la très belle Orbiane, en 225. Alors que sa belle-fille reçoit le titre d'Augusta, Julia Mamæa se montre hostile envers elle, la traitant si cruellement qu'Orbiane cherche refuge auprès de son père. En 227, le père d'Orbiane tente de la protéger de la jalousie de sa belle-mère mais son action est perçue comme une trahison impériale. Il est exécuté et Orbiane est répudiée et exilée. Julia Mamæa se retrouve de fait la véritable patronne de l'empire, ne se séparant jamais de son fils.
De fait, hormis de rares pièces montrant Orbiane, seule sa mère Julia Mamæa est représentée sur les monnaies de son règne.

### Fin de règne
L'influence affichée de Julia Mamæa est souvent reprochée à son fils qui se trouve aux prises avec des révoltes sporadiques de ses troupes qui craignent son irrésolution.
À Rome, en 233, l'empereur donne des Jeux Persiques à la suite d'une campagne contre les Perses en 232 qui n'est qu'un demi-succès mais ces jeux ne suffisent cependant pas à le rendre populaire. En 234, il se rend à Mogontiacum (Mayence) pour repousser les Germains, en particulier les Alamans, mais hésite à combattre et préfère acheter la paix. Ce choix décide de son destin, il est taxé de mollesse par l'armée qui se révolte. Julia Mamæa et Sévère Alexandre sont assassinés sous leur tente par les soldats qui proclament empereur l'un des leurs, Maximin.
C'est le début de la période d'anarchie militaire qui va durer jusqu'aux règnes d'Aurélien et de Dioclétien. La dynastie des Sévères prend fin comme elle a commencé, par un coup d'État. L'armée, qui a été son principal soutien, est désormais consciente de sa force : elle va jouer un rôle prépondérant dans la période qui s'ouvre.

### Sources antiques
- (la + fr) Auteur inconnu (trad. André Chastagnol, préf. André Chastagnol), Histoire Auguste, Robert Laffont, coll. « Bouquins », 1994, CLXXXII + 1244 (ISBN 2-221-05734-1), sur Wikisource Vie d’Antonin Héliogabale.
- Dion Cassius, Roman history, books 71-80, édition d'Earnest Cary, Londres (Loeb Classical Library, Harvard University Press), 2001.
- Hérodien, Histoire des empereurs romains, De Marc Aurèle à Gordien III, traduction de Denis Roques, Les Belles Lettres, collection La roue à livres, Paris, 2004.

### Ouvrages contemporains
- Paul Petit, Histoire générale de l’Empire romain, Seuil, 1974, 800 p. (ISBN 2020026775).